# 死海古卷

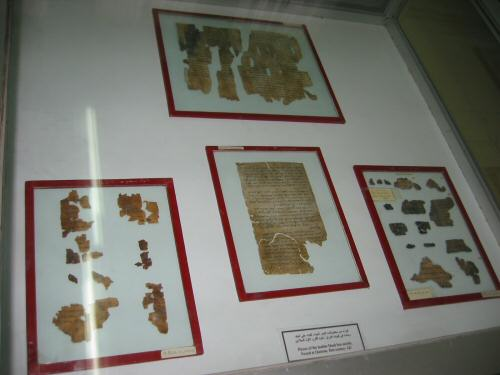
展示在安曼的考古學博物館的經卷殘片

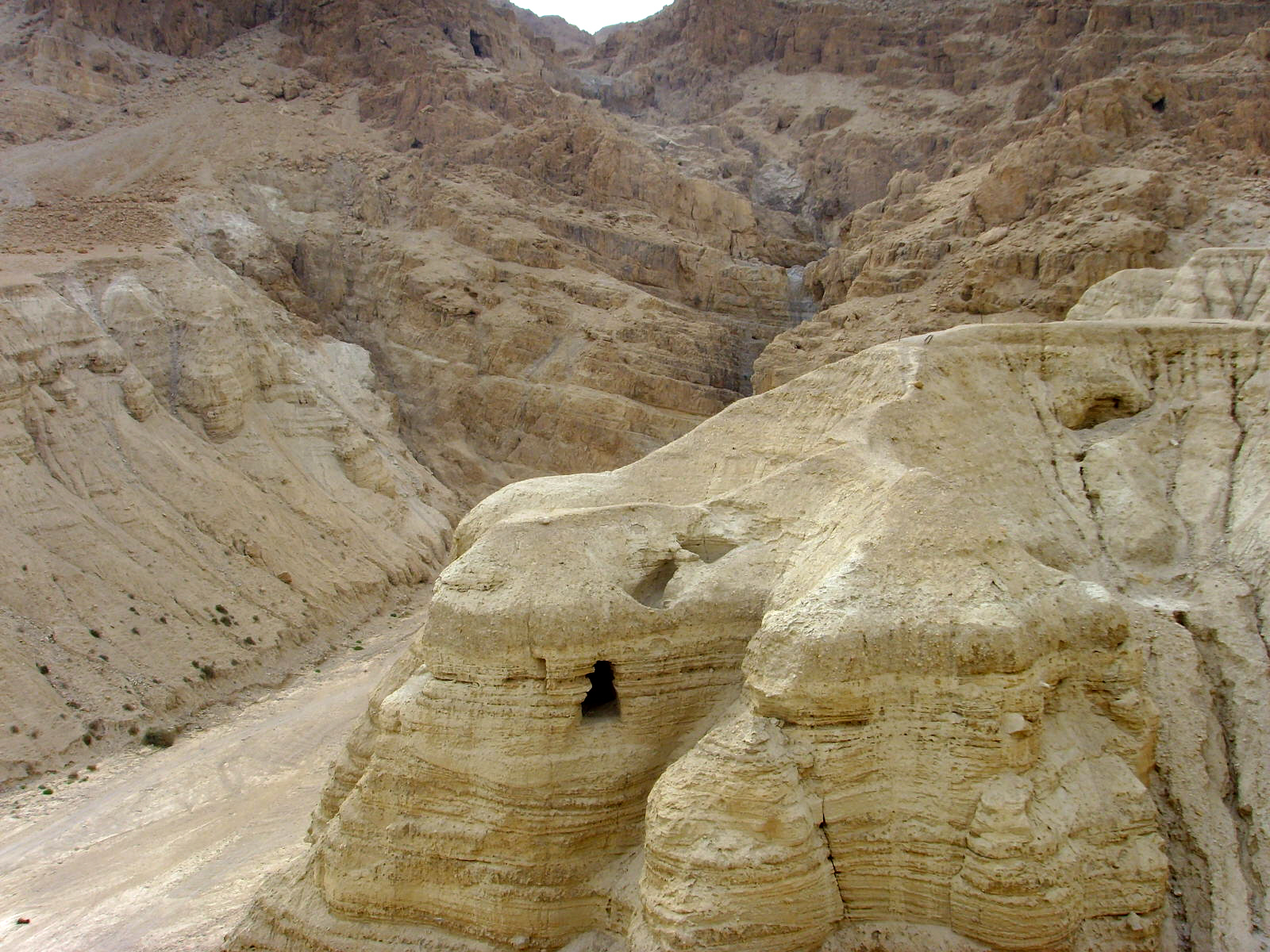
古卷在洞穴中被發現

死海古卷（Dead Sea Scrolls，又稱為死海文書、死海經卷、死海書卷），是目前最古老的希伯來文聖經抄本（旧约）。除了《聖經·以斯帖記》以外的《舊約全書》全部内容都能在死海古卷中找到，还含有一些虽然已经得到天主教承认、但仍被新教视作外典（包括次經及偽經）的經卷。此外也包括一些不属于《聖經》的文獻。
該古卷於1947年的死海附近的库姆兰出土，故名為死海古卷。古卷主要是羊皮紙，部分是莎草紙。抄寫的文字以希伯來文為主，當中也有少數由希臘文、亞蘭文、纳巴泰文和拉丁文書寫。

## 發現
死海經卷於1947年被發現。一個少年牧羊人的羊進入了死海附近的洞穴，為了令那頭羊出來，牧童便對洞裡投擲石頭，結果打破了洞穴裡的瓦罐，發現這些古經卷。撒母耳主教收購了死海山洞裡的古經卷，直到1948年2月才送到美國東方研究學院和耶魯大學，讓近東語言研究院院長伯罗斯博士進行查核。其後的十年間，陸續在11座洞穴裡挖掘出裝有古卷的瓦罐，共找到約四萬個書卷或書卷殘篇。2017年，考古學家宣布發現第12座洞穴，其中的瓦罐曾經用來裝古卷。2021年3月16日，以色列考古学家宣布，他們在一处沙漠洞穴「恐怖洞窟」中发现了数十片死海古卷残片。
學者從希伯來古文字體的對照上，鑑定死海古卷的年代約於公元前三世紀到公元一世紀（公元前250年至公元68年）（另有人说从公元前170年到公元前58年，不包括公元後）。由於完成年代距今已有二千多年，殘破不堪。出土的死海古卷中，最長的有8.148公尺。若包括頭尾部分，推測至少有8.75公尺長。
目前，主要的八部經卷均存放在以色列博物館；其餘的則保存在耶路撒冷的洛克斐勒博物館。

## 整理
发现《死海古卷》之后，有不少书刊陆续出版，让世界各地的学者有机会读到初步发现的资料。可是，要看完成千上万来自4号洞穴的残篇，並不是容易的事。这些残篇由东耶路撒冷（当时属于约旦）巴勒斯坦考古博物馆的一小群国际学者负责保管與解讀。由於當時約旦正與以色列交惡，这个考古團隊裡并没有任何犹太教或以色列学者，反而幾乎都是天主教出身的神父，以及基督新教的學者，只有一位沒有宗教信仰的純學者。這樣的安排引起不少人非議。
該考古團隊的政策是，官方未公布研究结果前，就不准任何人查看书卷。考古團隊的人数也保持有限的数目，始終只有八、九人。每逢一个队员去世，只可让另一个学者加入去取代他。事實上，數以萬計的死海古卷殘片，大多僅剩幾公分殘片，彷彿巨大的拼圖工作，因此考古队其实需要更多的学者協力，才能应付如此庞大的工作量。有些时候，他们甚至还需要更多精通古希伯来语和亞蘭文的专家才行。詹姆斯·范德卡说：「八个专家，不管多高明，根本应付不了成千上万的残篇。」
在1967年爆发的六日战争中，以色列自約旦手中夺得了东耶路撒冷、約旦河西岸及加沙地帶的領土，於是自此死海古卷改歸以色列监管，但死海古卷的研究團隊仍然維持原來編制，没有人给书卷的研究小组制定任何新的政策。发行4号洞穴书卷內容公開的事公然延宕了近三十年。以〈庫姆蘭社區的共同規則〉為例，該殘篇早於1952年就已在第4洞挖掘出來，但不知為什麼，拖至三十多年後的1984年才第一次公開文章內容，而且全文近150多行只公佈了6行，如此無效率的工作進度，讓國際考古学者强烈不满。1977年，牛津大学的盖佐·韦尔迈什教授公開抨擊此一獨佔考古資源的事件为20世纪学术界的最大醜闻。由於公開古卷內容的手法令人感覺遮遮掩掩，於是当时开始出現传闻说：這是梵蒂岡的天主教会基於古卷內容敏感，因而在背後故意施壓拖延，以隱瞞某些真相，不愿透露书卷中对教会不利的资料。
1980年代至1990年代期间，以色列政府在國際學術界的輿論壓力下，終於決定讓研究團隊的人数增加至20个学者。但基本上在他們公開研究結果之前，所有內容仍然限定只能由該團隊的人接觸，依舊採取保密遮掩的態度。
然而在1991年，事情出現了意想不到的重大突破。首先，在1985年於美國成立的聖經考古協會，於1991年正式印行了《未发表的死海书卷初版》。該協會透過不同的秘密管道取得了死海古卷的照片檔案，並根据圣经语词索引，在电脑支援下整理成書。接着，美国加利福尼亚州圣马力诺的杭廷顿图书馆也公開了他們四處蒐集的死海古卷檔案照片或摹本，並宣布他们愿意向任何学者提供整套书卷的图片，於是《死海书卷摹本》面世，书中图文并茂，以往没有发表的书卷现在都能够一一读到。原本以色列官方考古團隊打算對他們提出訴訟，以制裁他們的越權行為，但此舉引起考古界的輿論譁然，最後在國際學術界的強大批判壓力下，以色列當局終於讓步，放棄提告的想法，轉而採取開放的態度。
1992年，在新委任的总编辑，耶路撒冷希伯来大学的伊曼纽尔·托夫领导下，研究队的成员增至50多位学者。他们訂下严格的时间表，決心把剩下的抄本，连同学者的详细评论和修订全部付梓。於是，在1990年代，一直被神秘傳聞色彩籠罩的《死海古卷》終於全部印行，如今已可供所有人自由查证。從最後公布的結果清楚表明，其實從一開始，就根本没有人企图隐瞒事实，也没有任何书卷被人刻意銷毀或藏起来，進度緩慢的原因純粹是古卷殘篇支離破碎，拼圖工作困難，而研究團隊又堅持不擴增團隊人數所致。由於如今书卷內容已全數发行，學術界對死海古卷的全面分析，也在1990年代終於开始全面積極展開，於是大量的研究書籍陸續出版。
2011年起，Google與以色列文物管理局合作，利用美國航太總署開發的多光譜成像技術，將死海古卷數位化掃描並整理後，陸續在網站上供公眾查閱及翻譯。
美國華盛頓特區的聖經博物館珍藏有16張死海古卷碎片，在2018年時發現部分碎片疑為贗品。經過委託相關單位徹底檢驗全部碎紙後，於2020年3月證實全部16張死海古卷碎片都是20世紀偽造的贗品，這一發現為死海古卷的研究人員如何發現贗品上作出貢獻。

## 对原作者的考证
死海古卷的內容已不再是秘密，但到底昔日是誰寫下並封存這些古卷，隨著研究者的增加，如今反而更加眾說紛紜。歸納起來，基本上主要有如下四大假說：

### 「撒都該派」說
各种用来确定古代文献年代的方法显示，这些书卷是在公元前3世纪至公元1世纪抄成或撰写的，正好是所謂「第二聖殿期」。有些学者认为这些书卷是耶路撒冷圣殿在公元70年遭受毁灭之前，耶路撒冷聖殿的犹太人（撒都該人）把它们藏在洞裡。可是如今大部分研究这些书卷的学者却认为，这个看法与书卷本身的内容并不一致。许多书卷所反映的观点和习俗，都与耶路撒冷主導聖殿宗教权威的撒都該人看法大相径庭，因為古卷甚至嚴厲批判耶路撒冷圣殿的腐敗。撒都該人看来不大可能把这样的书卷收藏起来。

### 「艾賽尼派」說
以色列的苏肯尼克教授曾在1947年为耶路撒冷的希伯来大学取得三份书卷，他是主张书卷曾属艾赛尼派社区的头一个人。
艾赛尼派是个犹太教派。公元1世纪的作家约瑟夫斯、亚历山卓的猶太名士斐洛和老普林尼都提及过这个教派。至于艾赛尼派的确实起源，至今还未有定论；但可能他们是在公元前2世纪马加比家族反叛之后的一段动乱时期中崛起的。约瑟夫斯曾报道在该段时期有这个教派存在，并仔细论述他们的宗教观点怎样有别于法利赛派和撒都该派。老普林尼则提及在死海沿岸，耶利哥和隐·基底之间，有一个艾赛尼派的社区。艾赛尼派信徒与世隔绝，相信命运和灵魂不死的道理，强调保持独身，倡导与天使一同崇拜的神秘见解。
研究《死海古卷》的学者詹姆斯·范德卡认为，「住在库姆兰的艾赛尼派信徒，只是规模较大的艾赛尼派运动的一小部分而已，事實上還有散落其他各地方的艾赛尼派成員或社區。」约瑟夫斯估计他们的数目约莫有4000人。虽然并非完全符合历史家所描述的一切细节，艾赛尼派却比当时任何犹太团体更吻合库姆兰经书所显示的形像。

### 「奮銳黨」說
也有學者提出假說认为：这是公元66年至70年當時犹太人的奮銳黨反对羅馬帝國的起义（第一次猶太戰爭），被罗马镇压失败后，犹太文化面临灭顶之灾，一些犹太教徒将古卷埋在死海附近荒涼而乾燥的地方，以求保全民族文化。这些人便是艾賽尼派的库姆兰（昆兰）社团，不过也有人認為是發動革命的奮銳黨成員，而此地其實是軍事秘密要塞，類似馬薩達要塞。因為如此，所以在馬薩達要塞，也才會也有類似的陶罐古卷文獻出土。
虽然库姆兰很可能有一群抄经士，但许多书卷大概是信徒从别的地方收集得来，然后带到这里的。若以這個觀點來看，从某个意义上说来，《死海古卷》只算是個範圍广泛的「书库」。像其他书库一样，《死海古卷》因此包含了各式各樣的思想，並不一定全都反映收藏者本身的宗教观点。不过，有些书卷部分書籍存有多份抄本，这個現像仍可能把这个教派的所信仰和格外关注的事反映出来。

### 「早期基督徒」說
有些學者認為事實上，基督教是在库姆兰崛起的，因為實施浸禮與財產公有共產制度的作風，很符合〈使徒行傳〉中對早期基督教會的描寫。讓人聯想到庫姆蘭與使徒時期的基督教會，二者之間是否有所關連。
可是，也有學者指出：库姆兰社區的教派跟早期基督徒有很多显著的分别。在库姆兰发现的著作透露，这个教派恪守极严格的安息日规条，也要求人严守礼仪上的洁净，而且几乎达到狂热的地步。例如他們規定，安息日時，不可離開城市多少步、安息日不可把家中的東西往外搬、家畜或人若在安息日掉到水裡也不可營救⋯⋯等等許多以現代人的眼光看來，十分誇張而繁瑣的規定。这件事表明他们的主张，跟耶稣和早期基督徒的教训大相径庭。與基督徒強調天父是看重人的「內心」，而不是「行為」（指嚴格遵守律法的行為）水火不容。

## 內容
死海古卷包含了（除《以斯帖記》以外的）舊約全書，以及一些今天被基督教新教認為是外典（包括次經及偽經）的經卷。經考古學家五十多年的修復拼湊，近800書卷部分或全部復原，其中保存最完整的是《以賽亞書》。
有些令学者最感兴奋的书卷是以往未为人知的著作。这些著作的内容包括：对犹太律法的阐释、为住在库姆兰的教派制定的规条、供礼拜仪式使用的诗歌和祷文，以及评论圣经预言的应验和最后日子的末世论著作。此外还有一些精辟独到的圣经评注；这些评注可说是现代圣经经文逐节注释的前驱。
死海古卷的內容主要分三大類。
- 近200卷的書卷，是舊約聖經經卷。《死海古卷》国际编辑团的成员胡利奥·巴雷拉教授提及死海卷含有整本以赛亚书。至目前为止，在库姆兰找到的二百多份圣经手抄本涵括《旧约圣经》的每一卷书（除了以斯帖记）。跟《以赛亚书卷》不同，大部分手抄本只有若干残篇，内容不及经书本身所载的十分之一。库姆兰最多的经书是诗篇（共36份）、申命记（共29份）和以赛亚书（共21份）。这几卷书都是基督教《新约圣经》最常引用的经书。
- 古卷包括了許多聖經注釋、聖經評論、解經書、次經和偽經。[10]
- 非《聖經》文獻。關於世界末日的預言書，以及上帝毀滅邪惡勢力，彌賽亞再來時的著述。

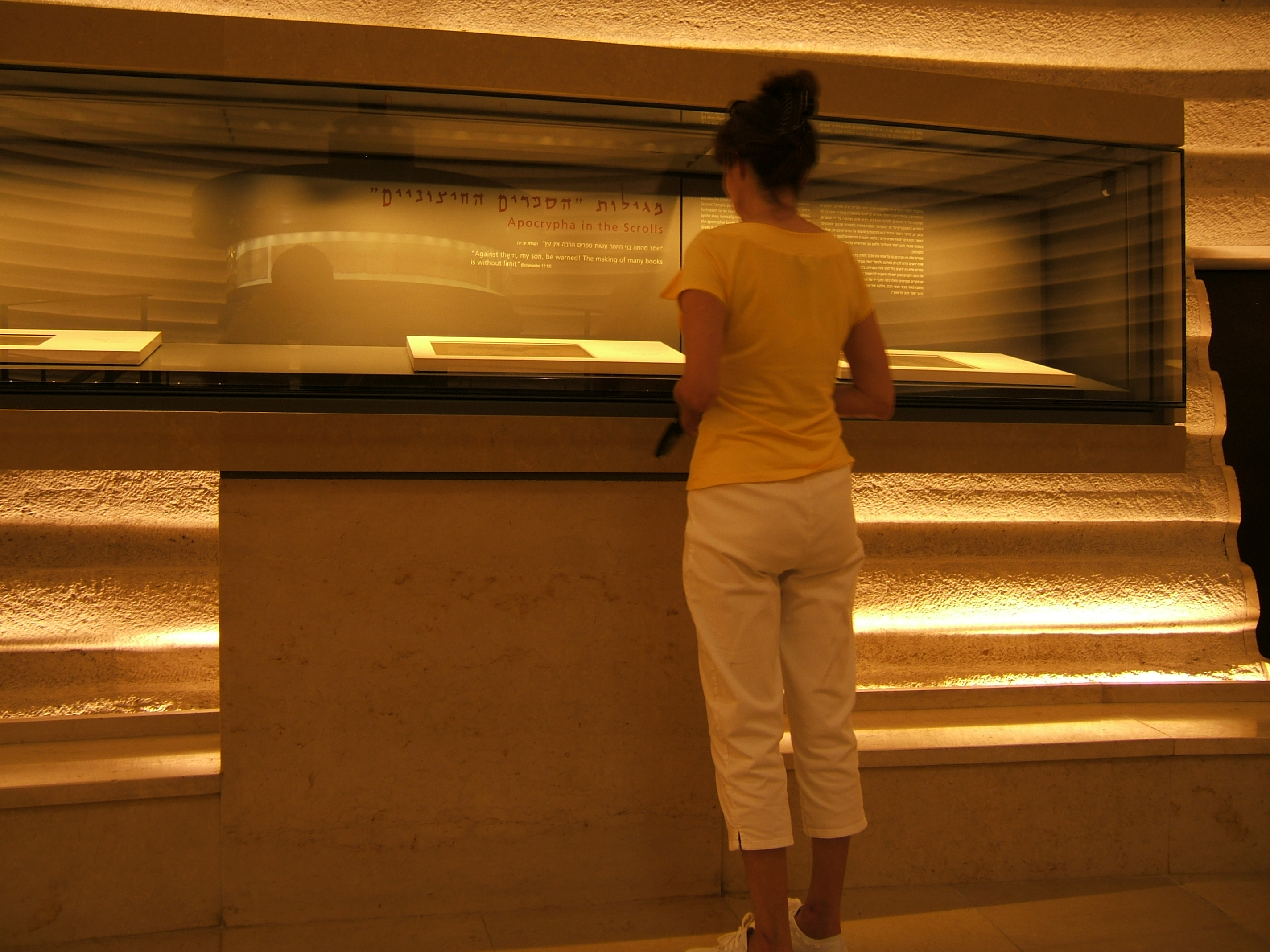
死海古卷的殘本展示在耶路撒冷的以色列博物館。

## 校勘現存聖經抄本
- 抄寫準確。乔什·麦道威尔的《鐵証待判》統計：“在《以賽亞書》53章的166個單字中，只有17個字母有問題。其中10個字母是因為拼寫的演變；還有4個字母是由於連接詞的樣式的變動，不影響意思；最後3個字母組成了「光」這個詞，在第十一節加入，但對整句話的意義影響不大，並且，這個詞在七十士譯本和另一個洞穴中發現的《以賽亞書》古卷相印證。總的來說，在近一千年的抄寫中，在共有166個單字的一章文卷中，只有一個詞（3個字母）有爭議，但這個詞不影響句子的意義。”

- 現存聖經抄本遺漏。死海古卷中的《撒母耳記》，有這樣一段記載：拿轄，亞捫人的王，極度欺壓迦得人和呂便人。他把他們（呂便人）所有（男）人的右眼挖出，給猶太人帶來恐慌和懼怕。除了從葉門逃出，進入基列雅比的七千以色列人，在約旦河外的以色列人沒有一個右眼不被挖出來的。

- 解決《聖經》原文的爭議。《詩篇》21章17節（天主教聖經）或22章16節（新教聖經）中，大部分聖經譯者採用七十士譯本的翻譯，“他們扎了我的手和腳”。但馬所拉抄本的直譯為，“我的手和腳像獅子一樣”。在1999年7月，福林特博士證實“扎了”的翻譯的確更接近原文。

## 影响

### 《聖經》文本的真確性
死海古卷發現的時代，正值《聖經》的真確性受到質疑。在基督教的各教派內，對於舊約的真實性都存在很大分歧。畢竟現存舊約馬所拉文本當中，最早的都不過是公元9世紀的抄本，而不是原始版本。直到死海古卷的發現和校勘工作的展開，舊約聖經的準確性才被肯定。
雖然這些書卷足以表明，聖經本身並沒有經歷任何重大的改變，它們卻透露在第二聖殿時期，猶太人所使用的《希伯來語經卷》有不同的版本，彼此之間有若干差異。《死海書卷》在拼法和用詞方面並不是跟馬所拉文本一模一樣。有些書卷的措辭較接近《七十士譯本》。以前，學者認為《七十士譯本》裡的差異，可能是譯者的手笔之誤或甚至蓄意更改經文。現在這些書卷顯示，許多差異其實是由於他們使用不同的希伯來語文本所促成的。這件事也幫助研究人員明白，早期基督徒引用《希伯來語經卷》時，為什麼有時措辭跟馬所拉文本不一樣。

### 聖經考古學研究
在聖經考古學方面，死海古卷讓考古學家知道一世紀的前後，猶太教內部已出現改革的形勢。一些猶太教的苦行僧避居死海旁的荒山野地苦修和抄寫《聖經》。
因此，這個聖經書卷和殘篇的寶藏，對於研究《希伯來語經卷》的傳抄提供極佳的幫助。《死海書卷》確定了《七十士譯本》和《撒馬利亞五經》在文本校勘方面的價值。每逢聖經譯者考慮修正馬所拉文本時，這些書卷給他們提供額外的參考資料。在若干事例上，馬所拉文本刪去了耶和華的名字，新世界聖經翻譯委員會卻決定把這個名字恢復過來。對《死海古卷》所作的研究證實這樣做是正確的。
有些書卷描述庫姆蘭教派的各項規條和信仰。從這些書卷清楚看出，在耶穌的日子，猶太教不只限於一種形式。庫姆蘭教派所謹守的傳統，有些跟法利賽派和撒都該派所守的不同。這些差異很可能促使這個教派隱居曠野。以賽亞書40:3預告會有聲音在曠野呼喊，要修直耶和華的路。庫姆蘭教派以為這番話正應驗在他們身上。有若干書卷的殘篇提及彌賽亞，書卷的作者認為他即將來臨了。這件事特別值得註意，因為路加佈道說，當時「民眾正在期待」彌賽亞來臨。（《路加福音》第3章第15节参）
至若干程度，《死海書卷》幫助了解耶穌在地上傳道時，猶太人過著怎樣的生活。這些書卷也向研究古希伯來語和聖經文本的人提供可比較的資料。可是《死海書卷》中還有許多書卷仍需作更深入的分析和校勘，也許還會獲得更多新的理解。因此，20世紀最重大的考古學發現，在21世紀繼續使學者和研究聖經的人深感興趣。

### 文獻
- Abegg, Jr., Martin, Peter Flint, and Eugene Ulrich, The Dead Sea Scrolls Bible: The Oldest Known Bible Translated for the First Time into English, San Francisco: Harper, 2002. ISBN 0-06-060064-0, (contains the biblical portion of the scrolls)
- Abegg, Jr. Martin, James E. Bowley, Edward M. Cook, Emanuel Tov. The Dead Sea Scrolls Concordance, Vol 1.. Brill.nl. 1 January 2007  [21 October 2010]. （原始内容存档于2009年11月5日）. Brill Publishing 2003. ISBN 90-04-12521-3.
- Allegro, John Marco, The Dead Sea Scrolls and the Christian Myth (ISBN 0-7153-7680-2), Westbridge Books, U.K., 1979.
- Edward M. Cook, Solving the Mysteries of the Dead Sea Scrolls: New Light on the Bible, Grand Rapids, MI: Zondervan, 1994.
- Berg, Simon. Insights into the Dead Sea Scrolls: A Beginner's Guide, BookSurge Publishing, 2009.
- Boccaccini, Gabriele. Beyond the Essene Hypothesis: The Parting of Ways between Qumran and Enochic Judaism, Grand Rapids: Eerdmans, 1998.
- Burrows, Millar. The Dead Sea Scrolls. New York: Viking, 1955. ISBN 0-5176-2535-0
- Burrows, Millar. More Light on the Dead Sea Scrolls; New Scrolls and New Interpretations, with Translations of Important Recent Discoveries. New York: Viking, 1958.
- Charlesworth, James H. "The Theologies of the Dead Sea Scrolls." Pages xv–xxi in The Faith of Qumran: Theology of the Dead Sea Scrolls. Edited by H. Ringgren. New York: Crossroad, 1995.
- Collins, John J., Apocalypticism in the Dead Sea Scrolls, New York: Routledge, 1997.
- Collins, John J., and Craig A. Evans. Christian Beginnings and the Dead Sea Scrolls, Grand Rapids: Baker, 2006.
- Cross, Frank Moore, The Ancient Library of Qumran, 3rd ed., Minneapolis: Fortress Press, 1995. ISBN 0-8006-2807-1
- Davies, A. Powell, The Meaning of the Dead Sea Scrolls. (Signet, 1956.)
- Davies, Philip R., George J. Brooke, and Phillip R. Callaway, The Complete World of the Dead Sea Scrolls, London: Thames & Hudson, 2002. ISBN 0-500-05111-9
- de Vaux, Roland, Archaeology and the Dead Sea Scrolls (Schweich Lectures of the British Academy, 1959). Oxford: Oxford University Press, 1973.
- Dimant, Devorah, and Uriel Rappaport (eds.), The Dead Sea Scrolls: Forty Years of Research, Leiden and Jerusalem: E. J. Brill, Magnes Press, Yad Izhak Ben-Zvi, 1992.
- Eisenman, Robert H., The Dead Sea Scrolls and the First Christians, Shaftesbury: Element, 1996.
- Eisenman, Robert H., and Michael O. Wise. The Dead Sea Scrolls Uncovered: The First Complete Translation and Interpretation of 50 Key Documents Withheld for Over 35 Years, Shaftesbury: Element, 1992.
- Eisenman, Robert H. and James Robinson, A Facsimile Edition of the Dead Sea Scrolls 2 vol., Washington, D.C.: Biblical Archaeology Society, 1991.
- Fitzmyer, Joseph A., Responses to 101 Questions on the Dead Sea Scrolls, Paulist Press 1992, ISBN 0-8091-3348-2
- Galor, Katharina, Jean-Baptiste Humbert, and Jürgen Zangenberg. Qumran: The Site of the Dead Sea Scrolls: Archaeological Interpretations and Debates: Proceedings of a Conference held at Brown University,  17–19 November 2002, Edited by Florentino García Martínez, Studies on the Texts of the Desert of Judah 57. Leiden: Brill, 2006.
- García-Martinez, Florentino, The Dead Sea Scrolls Translated: The Qumran Texts in English, (Translated from Spanish into English by Wilfred G. E. Watson) (Leiden: E.J. Brill, 1994).
- García Martínez Florentino, Eibert J.C. Tigchelaar, Editors, The Dead Sea Scrolls Study Edition, Brill, 1999
- Gaster, Theodor H., The Dead Sea Scriptures, Peter Smith Pub Inc., 1976. ISBN 0-8446-6702-1
- Golb, Norman, Who Wrote the Dead Sea Scrolls? The Search for the Secret of Qumran, New York: Scribner, 1995.
- Golb, Norman, On the Jerusalem Origin of the Dead Sea Scrolls （页面存档备份，存于）, University of Chicago Oriental Institute, 5 June 2009.
- Heline, Theodore, Dead Sea Scrolls, New Age Bible & Philosophy Center, 1957, Reprint edition March 1987, ISBN 0-933963-16-5
- Hirschfeld, Yizhar, Qumran in Context: Reassessing the Archaeological Evidence, Peabody: Hendrickson Publishers, 2004.
- Israeli, Raphael, http://www.transactionpub.com/cgi-bin/transactionpublishers.storefront/en/Product/1-4128-0703-4 Archive.today的存檔，存档日期2011-03-05 Piracy in Qumran: The Battle over the Scrolls of the Pre-Christ Era], Transaction Publishers: 2008  ISBN 978-1-4128-0703-6
- Khabbaz, C., "Les manuscrits de la mer Morte et le secret de leurs auteurs", Beirut, 2006. (Ce livre identifie les auteurs des fameux manuscrits de la mer Morte et dévoile leur secret).
- Magen, Yizhak, and Yuval Peleg, The Qumran Excavations 1993–2004: Preliminary Report, JSP 6 (Jerusalem: Israel Antiquities Authority, 2007) Download （页面存档备份，存于）
- Magen, Yizhak, and Yuval Peleg, "Back to Qumran: Ten years of Excavations and Research, 1993–2004," in The Site of the Dead Sea Scrolls: Archaeological Interpretations and Debates (Studies on the Texts of the Desert of Judah 57), Brill, 2006 (pp. 55–116).
- Magness, Jodi, The Archaeology of Qumran and the Dead Sea Scrolls, Grand Rapids: Eerdmans, 2002.
- Maier, Johann, The Temple Scroll, [German edition was 1978], (Sheffield:JSOT Press [Supplement 34], 1985).
- Milik, Józef Tadeusz, Ten Years of Discovery in the Wilderness of Judea, London: SCM, 1959.
- Muro, E. A., "The Greek Fragments of Enoch from Qumran Cave 7 (7Q4, 7Q8, &7Q12 = 7QEn gr = Enoch 103:3–4, 7–8)." Revue de Qumran 18, no. 70 (1997): 307, 12, pl. 1.
- O'Callaghan-Martínez, Josep, Cartas Cristianas Griegas del Siglo V, Barcelona: E. Balmes, 1963.
- Qimron, Elisha, The Hebrew of the Dead Sea Scrolls, Harvard Semitic Studies, 1986. (This is a serious discussion of the Hebrew language of the scrolls.)
- Rengstorf, Karl Heinrich, Hirbet Qumran und die Bibliothek vom Toten Meer, Translated by J. R. Wilkie. Stuttgart: W. Kohlhammer, 1960.
- Roitman, Adolfo, ed. A Day at Qumran: The Dead Sea Sect and Its Scrolls. Jerusalem: The Israel Museum, 1998.
- Sanders, James A., ed. Dead Sea scrolls: The Psalms scroll of Qumrân Cave 11 (11QPsa), (1965) Oxford, Clarendon Press.
- Schiffman, Lawrence H., Reclaiming the Dead Sea Scrolls: their True Meaning for Judaism and Christianity, Anchor Bible Reference Library (Doubleday) 1995, ISBN 0-385-48121-7, (Schiffman has suggested two plausible theories of origin and identity – a Sadducean splinter group, or perhaps an Essene group with Sadducean roots.) Excerpts of this book can be read at COJS: Dead Sea Scrolls.
- Schiffman, Lawrence H., and James C. VanderKam, eds. Encyclopedia of the Dead Sea Scrolls. 2 vols. New York: Oxford University Press, 1999.
- Shanks, Hershel, The Mystery and Meaning of the Dead Sea Scrolls, Vintage Press 1999, ISBN 0-679-78089-0 (recommended introduction to their discovery and history of their scholarship)
- Stegemann, Hartmut. "The Qumran Essenes: Local Members of the Main Jewish Union in Late Second Temple Times." Pages 83–166 in The Madrid Qumran Congress: Proceedings of the International Congress on the Dead Sea Scrolls, Madrid, 18–21 March 1991, Edited by J. Trebolle Barrera and L. Vegas Mountainer. Vol. 11 of Studies on the Texts of the Desert of Judah. Leiden: Brill, 1992.
- Thiede, Carsten Peter, The Dead Sea Scrolls and the Jewish Origins of Christianity, PALGRAVE 2000, ISBN 0-312-29361-5
- Thiering, Barbara, Jesus the Man, New York: Atria, 2006.
- Thiering, Barbara, Jesus and the Riddle of the Dead Sea Scrolls (ISBN 0-06-067782-1), New York: Harper Collins, 1992
- VanderKam, James C., The Dead Sea Scrolls Today, Grand Rapids: Eerdmans, 1994.
- Vermes, Geza, The Complete Dead Sea Scrolls in English, London: Penguin, 1998. ISBN 0-14-024501-4 (good translation, but complete only in the sense that he includes translations of complete texts, but neglects fragmentary scrolls and more especially does not include biblical texts.) (7th ed. 2011 ISBN 978-0-14-119731-9)
- Wise, Michael O., Martin Abegg, Jr., and Edward Cook, The Dead Sea Scrolls: A New Translation, (1996), HarperSanFrancisco paperback 1999, ISBN 0-06-069201-4, (contains the non-biblical portion of the scrolls, including fragments)
- Yadin, Yigael. The Temple Scroll: The Hidden Law of the Dead Sea Sect, New York: Random House, 1985.

### 其它參考來源
- Dead Sea Scrolls Study Vol 1: 1Q1-4Q273, Vol. 2: 4Q274-11Q31, (compact disc), Logos Research Systems, Inc., (contains the non-biblical portion of the scrolls with Hebrew and Aramaic transcriptions in parallel with English translations)
- Comprehensive Cross Reference interactive module for Dead Sea Scrolls, Josephus, Philo, Nag Hammadi Library, Pseudepigrapha, Old Testament Apocrypha, New Testament Apocrypha, Plato, Pythagoras, Dhammapada, Egyptian Book of the Dead, Tacitus, Talmud, New and Old Testaments, Apostolic and Early Church Fathers （页面存档备份，存于）

### 延伸閱讀
- Harrison, R.K., The Dead Sea Scrolls: an Introduction, in series, The Cloister Library, New York: Harper Torchbooks, 1961.

## 外部連結
- 死海古卷数字化网站 （页面存档备份，存于）
- （繁體中文）從死海古卷看聖經 （页面存档备份，存于）
- （简体中文）圣经与死海古卷 （页面存档备份，存于）
- （日語）Google、死海文書の全文をオンライン公開へ （页面存档备份，存于）
- （英文）The Dead Sea Scrolls at the Gnostic Society Library Texts from the Scrolls